# Chalcolecta amplectens
Chalcolecta amplectens är en spindelart som först beskrevs av Carl Ludwig Doleschall 1859.  Chalcolecta amplectens ingår i släktet Chalcolecta och familjen hoppspindlar. Inga underarter finns listade i Catalogue of Life.